# Eskeris Sogn
Eskeris eller Eskris Sogn (på tysk Kirchspiel Esgrus) er et sogn i det østlige Angel i Sydslesvig. Sognet lå dels i Ny Herred (Flensborg Amt) og dels i Kappel Herred, nu i kommunerne Eskeris, Nisvrå, Stangled og delvis Gelting (Paddeborg) i Slesvig-Flensborg Kreds i delstaten Slesvig-Holsten. Sognekirke er Eskeris Kirke. 
I Eskeris Sogn findes flg. stednavne:
- Adsbøl (Atzbüll, Eskeris Kommune)
- Berrishave (Birzhaft, Eskeris Kommune)
- en del af Bleg
- Bodum, Bojum eller Boiom (Bojum, Eskeris Kommune)
- Bredning[1] el. Brenning
- Bremgaard
- Brunsholm (Eskeris Kommune)
- Brunsholm Mølle
- Bøndergaard (Böndergaard)
- Damsted (Damstedt)
- Ellegaard (Ellgaard)
- Eskeris eller Eskris (Esgrus)
- Eskeris Skovby eller Eskris Skovby (Eskeris Kommune)
- Grisgaard (Griesgaard, Eskeris Kommune)
- en del af Grønholt (Grünholz, Eskeris Kommune, den anden del til Sterup Sogn)
- Havholt el. Haveholt (delvis, Haveholz, Eskeris Kommune)
- Helenedal
- Hunhøj (sjælden også Hundhøj, Hunhoved, ty. Hunhoi)
- Jørgensmark
- Kobbelled (Koppelheck, Nisvrå Kommune)
- Koldkjær
- Lepping (Lipping, Nisvrå Kommune)
- Løgtoft, el. Løjttoft (Lüchtoft)
- Mosegaard
- Møllekobbel
- Nisvrå
- Nisvrågaard
- Paddeborg el. Padborg (Pattburg, nu Gelting Kommune)
- Piselholt
- Regelsrød (Regelrott)
- Rundtoft
- Rødbjerg[2] el. Rotbjerg[3]
- Rørmose (Röhrmoos)
- Siverland
- Skadelund (Schadelund)
- Skorrehøj (Schorrehy[4])
- Skovkobbel (Holzkoppel)
- Snogholm (Schnogholm)
- Sogneled
- Stangled
- Stavsmark (Stausmark, Nisvrå Kommune)
- Stenager
- Stubdrup (Nisvrå Kommune)
- Svanborg
- Tolslev (Tollschlag, Eskeris Kommune)
- Tolgaard
- Tranebøl (Tranebüll, Stangled Kommune)
- Udmark (Ohrfeld)
- Udmarkhav
- Udsbøl
- Ulvegrav (Ulegaff, Eskeris Kommune)
- Vadskors (også Faderskos, Vaskoss, Eskeris Kommune)
- Venerød
- Vippetorp (også Vibtrup, Wippendorf, Eskeris Kommune)